# Урођена инфекција цитомегаловирусом
Урођена инфекција цитомегаловирусом једна је од инфекција присутна при рођењу изазвана цитомегаловирус (ЦМВ), веома честим вирусом из породице Херпесвиридае.   Једном заражена особа задржава вирус у свом телу доживотно. Већина људи не зна да је заражена цитомегаловирус јер он ретко изазива проблеме код здравих особа. Међутим у телу труднице (са ослабљеним имуним системом) цитомегаловирус може развити код фетуса активну урођену инфекцију током трудноће, који је заражена мајка  пренела  на своју бебу.
Урођена инфекција цитомегаловирусом једна је познатијих узрока мртворођености и неонаталне смрти.

## Историја
Ribbert је 1904. године  први идентификовао хистопатолошке доказе о цитомегаловирусу, вероватно у ткивима урођено инфицираног детета. Тада је Ribbert  погрешно претпоставио да су велике ћелије које носе инклузије које је приметио на обдукцији потичу од протозоа (погрешно назване Entamoebamortinatalium ).
Goodpasture је 1920. године исправно постулирао вирусну етиологију ових инклузија,  и први почео да користи термин цитомегалија да означи увећану, отечену природу инфицираних ћелија. 
Хумани  цитомегаловирус је први пут изолован у култури ткива 1956. године, а склоност овог организма да инфицира пљувачну жлезду довела је до тога да је он означен као вируса пљувачне жлезде.
Weller је 1960. године прво означио овај вирус као цитомегаловирус.
Током 1970-их и 1980-их, знање о улози цитомегаловируса као важног патогена са различитим клиничким манифестацијама стално се повећавало.
Иако је недавно постигнут огроман напредак у дефинисању и карактеризацији молекуларне биологије, имунологије и антивирусних терапијских циљева за цитомегаловирус, остају и даље значајани за осмишљавање стратегија за превенцију инфекције цитомегаловирусом и у разумевању улоге специфичних вирусних гена у патогенези.

## Епидемиологија
Инфекција цитомегаловирусом  је свеприсутна и генерално асимптоматска код здраве деце и одраслих. Међутим, неколико група високог ризика, укључујући имунокомпромитоване примаоце трансплантираних органа и појединце заражене вирусом хумане имунодефицијенције (ХИВ), изложени су ризику од развоја болести опасне по живот и вид. Инфекција цитомегаловирус је такође главни узрок морбидитета и повремене смртности код новорођенчади. Последњих година постало је евидентно да је инфекција цитомегаловирус најважнији узрочник конгениталне инфекције у развијеном свету и да често доводи до менталне ретардације и инвалидитета у развоју. Поред тога, све већи број доказа указује на то да цитомегаловирус може изазвати дугорочне здравствене последице код здравих одраслих особа, укључујући имуносенсценцију и повећан ризик од малигнитета и васкуларних болести.
Преваленција урођене инфекција цитомегаловирусом креће се од 0,2–0,7% живорођених у регионима са високим приходима и  од 1 до 6% у регионима са ниским и средњим приходима. Већина људи је заражена цитомегаловирусом (у неком тренутку током свог живота) који се преноси блиским контактом од особе до особе са инфицираним излучевинама (мокраћа, пљувачка, трансфузија крви, сперма, цервикални секрет и мајчино млеко.
Жене које брину о деци (као што су мајке, неговатељиици и наставнице) су под високим ризиком јер заражена деца могу да излучују вирус у мокраћи и пљувачки месецима, па чак и годинама након инфекције.

## Етиопатогенеза
Хумани цитомегаловирус (ХЦМВ) један је од 8 хуманих херпесвируса. Члан је потфамилије бета-херпесвируса, који такође укључује розеолавирусе, хумани херпесвирус тип 6 и хумани херпесвирус тип 7.
Урођена инфекција цитомегаловирусом настаје када вирус прође плаценту током трудноће и инфицира фетус. Највећи ризик од инфекције фетуса је код мајки које имају примарну инфекцију током првог и другог триместра трудноће. Фетални пренос се такође може десити ако се већ постојећа инфекција поново активира током трудноће (непримарна инфекција) или ако је мајка заражена новим сојем цитомегаловируса, међутим, ризик од преноса је много мањи. Веће стопе урођене инфекција цитомегаловирусом се такође јављају код потомака жена које су имунокомпромитоване (на пример, због ХИВ инфекције).
Мало се зна о молекуларним механизмима одговорним за патогенезу оштећења ткива узрокованих ЦМВ, посебно за урођену (конгениталну) инфекцију ЦМВ. Механизми помоћу којих ЦМВ повређује фетус су сложени и вероватно укључују комбинацију директне ћелијске повреде фетуса (посебно у мозгу фетуса) изазване патолошким вирусно кодираним генским производима, некомплетни имуни одговор мајке који није у стању да у потпуности контролише инфекцију и утицај инфекција на функцију плаценте, укључујући транспорт кисеоника и супстрата.

## Клничка слика

### Главне клиничке манифестације код мајке
Урођена инфекција цитомегаловирусом је веома честа и код већине здравих људи се манифестује благим симптомима сличним грипу или је асимптоматска (субклиничка инфекција).

### Главне клиничке манифестације код новорођенчета
Већина новорођенчади са урођеном инфекцијом цитомегаловирусом неће имати знакове или симптоме болести при рођењу и осећаће се добро. Одојчад рођена са симптомима –  могу укључивати:
- ограничење раста,
- асцитес/хидропс,
- хепатоспленомегалију,
- жутицу,
- петехије,
- хепатитис (повишене трансаминазе или билирубин),
- тромбоцитопенију,
- анемију,
- микроцефалију,
- нападе,
- хориоретинитис,
- сензорнеурални губитак слуха.

Ретко, новорођенчад са урођеном инфекцијом цитомегаловирусом имају тешку микроцефалију коју карактерише значајно смањење висине свода лобање са преклапајућим шавовима и сувишним скалпом са рубовима или наборима. Ова презентација се не разликује од конгениталног Зика синдрома само физичким прегледом.
Дуготрајне последице
Док већина новорођенчади рођене са урођеном инфекцијом цитомегаловирусом неће имати дугорочне последице, 10-20% ће и даље имати неуроразвојне сметње, укључујући сензорнеурални губитак слуха, епилепсију, церебралну парализу, оштећење вида и потешкоће у учењу. 
Цитомегаловирус  је најчешћи инфективни узрок сензорнеуралног губитка слуха и неуроразвојних абнормалности у окружењима са високим приходима, и вероватно је чешћи, али недовољно идентификован, у окружењима са ниским ресурсима.
Урођена инфекција цитомегаловирусом један је познатих узрок мртворођености и неонаталне смрти.

## Дијагноза

### Лабораторијски тестови мајке и фетуса
Тренутно се не препоручује рутински скрининг трудница на цитомегаловирус. Међутим, скрининг пре трудноће или ране трудноће са цитомегаловирус ИгГ може се користити за жене са високим ризиком од инфекције. Ови резултати такође могу разликовати примарну инфекцију од реактивације/реинфекције. Примарна инфекција цитомегаловирусом се дијагностикује на основу новог појављивања цитомегаловирус-специфичним ИгГ антитело одговорно за касни серумски имунитет, код претходно серонегативних жена, или детекције цитомегаловирус ИгМ антитела са ниским ИгГ авидитетом.
Дијагноза феталне инфекције  цитомегаловирусом може се поставити након 20-21 недеље гестације и најмање шест недеља од тренутка инфекције мајке, тестирањем амнионске течности на цитомегаловирус коришћењем тестова амплификације нуклеинске киселине (НААТ, који укључују, али нису ограничени до, ланчана реакција полимеразе реверзне транскриптазе [РТ-ПЦР], РТ-ПЦР у реалном времену, квантитативни РТ-ПЦР и секвенцирање следеће генерације).

### Лабораторијиски тестови новорођенчета
Када се сумња на урођену инфекцију цитомегаловирусом, или да би се разликовала од других урођених инфекција као што је урођени Зика синдром, дијагноза урођене инфекције цитомегаловирусом код новорођенчета мора укључити НААТ пљувачке, урина или обоје у прве три недеље живота.

### Имиџинг
Снимање мозга, тамо где је доступно, може открити малформације мозга, интракранијалне калцификације, абнормалности миграције неурона, церебралну атрофију, церебеларне абнормалности, вентрикуларну дилатацију, цисте и абнормалности беле материје и микроцефалију које су такође уобичајене за друге урођене инфекције, укључујући урођени Зика синдром. Локација интракранијалних калцификација може помоћи да се урођена инфекција цитомегаловирусом разликује од других урођених инфекција. Иако се калцификације код урођене инфекције цитомегаловирусом могу видети у базалним ганглијима и можданом паренхиму, типичне су и концентрисане калцификације у перивентрикуларним регионима.

## Терапија
Како за сада не постоји специфичан терапија за урођену инфекцију цитомегаловирусом, лечење се  фокусира на специфичне проблеме, као што су физикална терапија и одговарајућа едукација за децу са одложеним физичким покретима.
Лечење антивирусним лековима (ганцикловир, валганцикловир, цидофовир и фоскарнет)  често се користе за бебе са неуролошким симптомима од стране нервног система. Овај третман може смањити губитак слуха касније у животу детета.

## Компликације
Одојчад чија се мајка први пут заразила цитомегаловирусом током трудноће имају веће шансе да доживи компликације, које могу укључивати:
- губитак слуха (глувоћа),
- интелектуални инвалидитет,
- проблеми са видом (слепило)
- напади,
- недостатак координације,
- слабост или проблеми са употребом мишића (потешкоће са физичким активностима и кретањем).

## Прогноза
Већина новорођенчади која имају симптоме урођене инфекцију цитомегаловирусом на рођењу могу развити неуролошке абнормалности  касније у животу, или могу умрети док су још бебе.
Већина беба без симптома при рођењу неће имати ове проблеме у каснијем животу.